# Otto Schlumberger

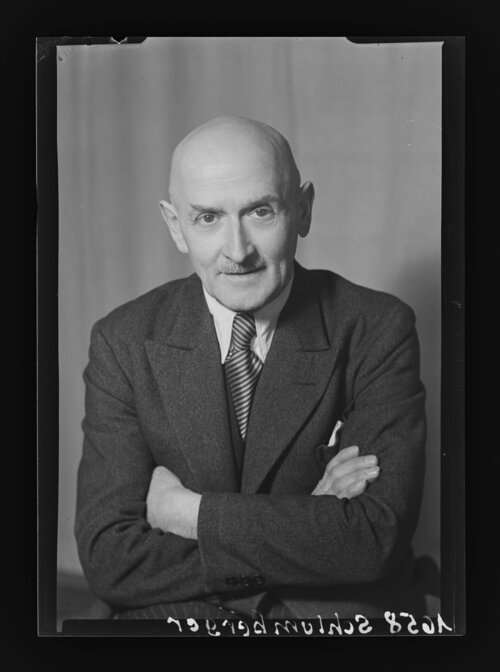
Otto Schlumberger fotografiert von Gerda Schimpf (1946)

Otto Schlumberger (* 5. Mai 1885 in Wunsiedel, Oberfranken; † 18. Juli 1958 in Berlin) war ein deutscher Phytomediziner und Agrikulturbotaniker.

## Leben
Otto Schlumberger studierte Naturwissenschaften, insbesondere Botanik an der Technischen Hochschule Karlsruhe und an der Universität München. Dort wurde er 1910 zum Dr. phil. promoviert. Während seines Studiums wurde er 1904/05 Mitglied der Landsmannschaft Fidelitas Karlsruhe. Bereits 1909 war er nach Berlin übergesiedelt und als wissenschaftlicher Assistent bei Otto Appel in die Kaiserliche Biologische Anstalt für Land- und Forstwirtschaft (die spätere Biologische Reichsanstalt) eingetreten. 1920 wurde er zum Regierungsrat und 1932 zum Oberregierungsrat ernannt. Am 1. Januar 1946 übernahm er als Präsident die Leitung der Biologischen Zentralanstalt für Land- und Forstwirtschaft in Berlin-Dahlem. Im gleichen Jahr erfolgte seine Ernennung zum Professor. Von 1949 bis 1952 war er Präsident der Biologischen Zentralanstalt „Ost“ in Kleinmachnow.
Im ersten Jahrzehnt seiner Tätigkeit in Berlin arbeitete Schlumberger zunächst über Pilzkrankheiten landwirtschaftlicher Kulturpflanzen, insbesondere über Kartoffelkrankheiten. Nach dem Ersten Weltkrieg hat er maßgebend am Aufbau der Landwirtschaftlichen Saatenanerkennung mitgewirkt. Seinen wissenschaftlichen Ruf verdankt er jedoch vor allem Untersuchungen über den Einfluss mechanischer Beschädigungen der Kulturpflanzen auf Entwicklung und Ertragsleistung. Seine Forschungsergebnisse erbrachten wichtige Schätzungsgrundlagen für Ernteversicherungen unter besonderer Berücksichtigung der Hagelschäden.

## Schriften
- Untersuchungen über den Einfluß von Blattverlust und Blattverletzungen auf die Ausbildung der Ähren und Körner beim Roggen. In: Arbeiten der Kaiserlichen Biologischen Anstalt für Land- und Forstwirtschaft Bd. 8, 1913, H. 5, S. 515–551.
- Untersuchungen über den Einfluß von Triebverlust und Verletzung einiger landwirtschaftlicher Kulturpflanzen auf Entwicklung und Ertrag. In: Wissenschaftliches Archiv für Landwirtschaft Abt. A, Archiv für Pflanzenbau Bd. 5, 1930/31, S. 87–107.
- Hilfsbuch für Hagelabschätzung. Verlag Paul Parey Berlin Tl. 1, 1930, Tl. 2, 1937. – 2. neubearb. Aufl., 2 Tle., ebd. 1951 = Pareys Taschenatlanten Nr. 9 u. 13.
- Hagelversicherung und Schadensbeurteilung beim Körnermais. Verlag Paul Parey Berlin 1938.